# 芦屋さんの猫。
『芦屋さんの猫。』（あしやさんのねこ）は、瀬田ヒナコによる日本の4コマ漫画である。『ねこぱんち』、『OYATSUねこぱんち』など（少年画報社）で連載。単行本は全4巻。少年画報社ねこぱんちコミックスから刊行されている。
下町に暮らす人間と2匹の猫が紡ぎだすドタバタな日常を、ユーモラスに描き出す。

## 登場人物
芦屋頼朝（あしやよりとも）
本作の主人公で、下町に住む大学生。
根暗な性格で、悪い目つきは時に相手を誤解させてしまう性がある。学生時代はメガネをかけていなかった。
同居する2匹の猫に翻弄されながらも、平和かつ幸せに暮らしている。
弁慶（べんけい）
頼朝が飼っている2匹の猫のうちの兄のほうである。
性格はかなりの暴れん坊であり、例えば餌を後回しにされた時など、ひとたび火が付くと手に負えなくなる。また平時でも（借家にもかかわらず）壁を引っかいたり、就寝中の頼朝の顔に乗ったりと、やりたい放題である。一方で女の子がいる場合は先に餌を食べさせてあげるなど、男前な一面もある。
全身真っ黒で、目つきが鋭いのが特徴であり、さらに海賊メークを施すと威圧感が倍増する（ただ、今より幼い頃は、義経と同じく大きく愛らしい目つきをしていた）。ある意味同類と言える頼朝と、心が通じ行動が一致する時がある。
義経（よしつね）
頼朝が飼っている2匹の猫のうちの弟のほうである。
白いトラ柄の毛並みにピンクの鼻筋で、頼朝や弁慶とは対照的に大きな瞳が特徴である。イケメンと形容されており、ベランダに出れば、女の子たちの黄色い声を浴びることもある。一方で、かなりのアホっ子という面もある。
顔立ちは正反対でも性格は弁慶と似通っており、2匹で（時には協力して）悪行の限りを尽くす。
秀（ひで）
頼朝の学生時代の後輩。長髪のチャラ風の男（学生の頃は坊主頭だった）。
飼い猫のチカン（後述）を連れて、時々頼朝宅を訪れる。チカンの名付け親でもあるが、頼朝にはそのネーミングセンスを疑われている。
チカン
秀の飼い猫で、猫の一品種のマンチカンである。
毛色がピンクのメスではあるが、鳴き声が「ゴァ〜」であることやでっぷり太った体型から、言われないと女の子だとは分からない。またかなりの力持ちであり、ダンスをすると部屋を破壊したり、塀をジャンプしようと義経を踏み台にしたら義経自身が潰れてしまう等、枚挙に暇がない。弁慶に気があるらしく、恋煩いをすると太りやすい。
大家
頼朝が住んでいるアパートの大家。初老のにぎやかな女性。頼朝が家で猫を飼うことを許してくれた。
忍（しのぶ）
大家さんの親戚の小学5年生の女の子。ただ言葉遣いや髪型が男の子そのものであり、頼朝自身も大家さんに知らされるまで男の子だと思っていた。
姫（ひめ）
忍の飼い猫で、猫の一品種のスコティッシュである。毛色が白いメス。
自分のかわいらしさを自身で心得ており、それを餌を手に入れたり相手に好意を抱かせたりするための武器として、常に使っている。かわいらしさに関してはかなり自信過剰な部分があり、チカンをライバル視している。
ドロボー猫
縞々の尻尾や体型が狸のようである猫。時々頼朝たちに近づいては、土産などを掻っ攫っていく。かなりすばしっこい。
ペットウェディング店長
メガネをかけた美人女性。頼朝に女装させたことがある。
王子
ペットショップのオーナーの飼い猫。
義経をメスだと勘違いして一目惚れしてしまったが、その後事実を知ってショックを受ける。
わがままな性格だが、迷子の仔猫を探すのに協力するなど優しいところもある。

## 単行本
- 瀬田ヒナコ 『芦屋さんの猫。』 少年画報社〈ねこぱんちコミックス〉、全4巻
  1. 2013年2月26日発売 ISBN 978-4-7859-4018-8
  2. 2013年8月26日発売 ISBN 978-4-7859-5103-0
  3. 2013年11月11日発売 ISBN 978-4-7859-5161-0
  4. 2014年2月24日発売 ISBN 978-4-7859-5221-1

- 第3巻と第4巻には『いますか、ねこがみさま。』を併録